# Linia kolejowa nr 896
Linia kolejowa nr 897 – obecnie nieczynna, jednotorowa, częściowo zelektryfikowana linia kolejowa znaczenia miejscowego, łącząca posterunek odgałęźny Panewnik ze stacją techniczną KWK Śląsk. 
Linia umożliwiała eksploatację Kopalni Węgla Kamiennego Śląsk przez pociągi towarowe jadące z kierunku Katowic Muchowca oraz Sosnowca Dańdówki.